# ميليينكو مومليك
ميليينكو مومليك (بالكرواتية: Miljenko Mumlek)‏ (21 نوفمبر 1972 بفاراجدين في كرواتيا - ) هو لاعب كرة قدم كرواتي في مركز الوسط. شارك مع منتخب كرواتيا تحت 21 سنة لكرة القدم ومنتخب كرواتيا لكرة القدم. أما مع النوادي، فقد لعب مع ستاندارد لييج ونادي دينامو زغرب ونادي فاراجدين ونادي سلافن بيلوبو.

## مسيرته الكروية
لعب ميليينكو مومليك خلال مسيرته الاحترافية مع 4 أندية في واحد وعشرون موسمًا وسجل خلالها 108 هدف ضمن 430 مباراة. حيث فاز في موسم واحد بالكأس وفي موسم واحد بالدوري.
خاض ميليينكو مومليك مسيرته مع نادي فاراجدين في موسم 1992 في المرة الأولى ليلعب معه ستة مواسم ثم في موسم 2001–02 ليلعب معه ستة مواسم ثم في موسم 2007–08 واستمر معه طيلة ثلاثة مواسم، مشاركًا طوالها في 341 مباراة سجل خلالها 90 هدف. ثم انتقل إلى نادي دينامو زغرب في موسم 1999–00 ولمدة موسمين، حيث شارك في 9 مباريات سجل خلالها 5 أهداف. لينتقل بعدها إلى نادي ستاندارد لييج في موسم 2003–04 ولمدة موسمين، مشاركًا في 33 مباراة سجل خلالها هدفين. ثم انتقل إلى نادي سلافن بيلوبو في موسم 2005–06 ولمدة موسمين، مشاركًا في 47 مباراة سجل خلالها 11 هدفًا.

## وصلات خارجية
- ميليينكو مومليك على موقع اتحاد كرواتيا (الكرواتية)
- ميليينكو مومليك على موقع قاعدة بيانات كرة القدم.إي يو (الإنجليزية)
- ميليينكو مومليك على موقع ناشيونال فوتبول تيمز (الإنجليزية)
- ميليينكو مومليك على موقع Soccerway.com (الإنجليزية)
- ميليينكو مومليك على موقع عالم كرة القدم.نت (الإنجليزية)